# MH Savaria Kiképző Központ
A Magyar Honvédség Savaria Kiképző Központ, a Magyar Honvédség 2004-ben felszámolt kiképző központja volt. A sorkatonai szolgálat eltörlése miatt mindhárom kiképző központ (MH Tapolcai Kiképző Központ, MH Alföldi Kiképző Központ) bezárásra került.

## Az alakulat rendeltetése volt
- Sorkatonák alap és szakalapozó kiképzésének végrehajtása három kiképző zászlóalj kötelékében
- Szerződéses katonák emelt szintű alap- és szakalapozó képzése, önálló kiképző század kötelékében
- Hivatásos és szerződéses állomány továbbképzése.
- Önkéntes tartalékos katonák felkészítése

## A szervezet rövid története
A kiképző központ első jogelőd szervezete a Magyar Néphadsereg 3715 katonai alakulata volt. Ezen katonai szervezet teljes neve: Magyar Néphadsereg 15. Gépesített Lövészezred. A 15. Gépesített Lövészezred 1950. április 15-én alakult meg Piliscsabán. Kettő nappal megalakulása után díszlokált Rétságra. E helyőrségben folytattak kiképzési feladatokat, gyakorolták az alapvető harceljárásokat, majd 1951-ben Aszódra települtek át.
1956-ban a forradalom fegyveres harcaiban az alakulat katonái mindkét oldalon részt vettek. A harcokban 1 fő tiszt és 4 fő sorkatona esett el. 
Kiemelkedő időpont az alakulat életében 1971. Ekkor állítják hadrendbe a Magyar Néphadseregben elsőként, a magyar ipar által előállított – akkor korszerűnek számító – páncélozott szállító harcjárműveket (PSZH).
1974-ben kezdik meg építeni az ezred katonái a szombathelyi honvéd laktanyát, melybe 1975. augusztus 1-én kezdi meg az ezred a díszlokációját. Az áttelepülés 1976. márciusában fejeződött be. Ezt követően megkezdődik az ezred átfegyverzése, s ennek során 1979-ben a Magyar Néphadsereg legkorszerűbben felszerelt kötelékévé válik, a rendszerbe állított BMP-1 típusú gyalogsági harcjárművekkel. 
A laktanya mellett volt egy 800 méter mélységű elektromosított lőelőkészítő-pálya, 100 m-es lőtér és egy 1500 m mély és 800 m széles gyakorlótér is. Gyakorlatilag a Szombathely, Söpte, Lukácsháza közti terület katonai gyakorlótér volt.
A korszerűsítés tovább folytatódik és 1982-ben 2SZ1 Gvozgyika 122 mm-es önjáró lövegekkel megalakul az önjáró tüzérosztály. 
A fegyverzetek korszerűsítését követően, magas szintű technikai bemutatók, harcászati gyakorlatok sora következett. 
Ebben az időben, a laktanyában folyt a hivatásos állomány átképzése az új technikai eszközökre Magyar Néphadsereg szinten. 
A korszerűsítés első lépcsőjeként a fegyverzet, ezt követően a szervezet korszerűsítésére került sor. 1987-ben a 15. Gépesített Lövészezred átalakításra került 37. Budapesti Forradalmi Dandárrá.
Az 1988. októberében lefolytatott Honvédelmi Miniszteri szemle "JÓ” szintű értékelése következményeként a Honvédelmi Miniszter "ÉLENJÁRÓ DANDÁR” kitüntető címet és csapatzászlót adományozott az alakulatnak.
Az ezt követő haderő átalakítás során, az alakulat 1990-ben 37. Gépesített Lövészdandárrá majd MH 37. Savaria Gépesített Lövészdandárrá alakult át. A laktanya neve Garasin Rudolf Laktanyáról Savaria Laktanyára módosult.
1996. márciusától már 37. Savaria Kiképző Dandárként folytatta tevékenységét az alakulat. Ennek során át- és továbbképzéseket végzett a katonai szervezet, NATO orientációs felkészítő tanfolyamokat hajtott végre az állomány. 
1997. november 1-től kezdődött meg egy új fejezet az alakulat számára, amikor is megalakult a Dunántúli Kiképző Központ, Tapolcán és Szombathelyen diszlokáló alegységekkel. 
2000. január 1-től önálló katonai szervezetként dolgozott, mint a MH Savaria Kiképző Központ a 2004. december 31-i végső felszámolásáig.
Az egykori Savaria Laktanya területe 2008 márciusa óta a Szombathelyi Országos Büntetés-végrehajtási Intézetnek ad otthont.

## Szervezeti felépítése, alegységei a felszámolás előtt
| Parancsnokság                                               | Parancsnokság        | Parancsnokság                               | Parancsnokság |
| Kiképző alegységek                                          | Biztosító alegységek | Logisztikai alegységek                      |               |
| ----------------------------------------------------------- | -------------------- | ------------------------------------------- | ------------- |
| - Kiképző zászlóalj - Kiképző zászlóalj - Kiképző zászlóalj | - Törzsszakasz       | - Logisztikai század - Egészségügyi központ |               |